# Näsby, Salems socken

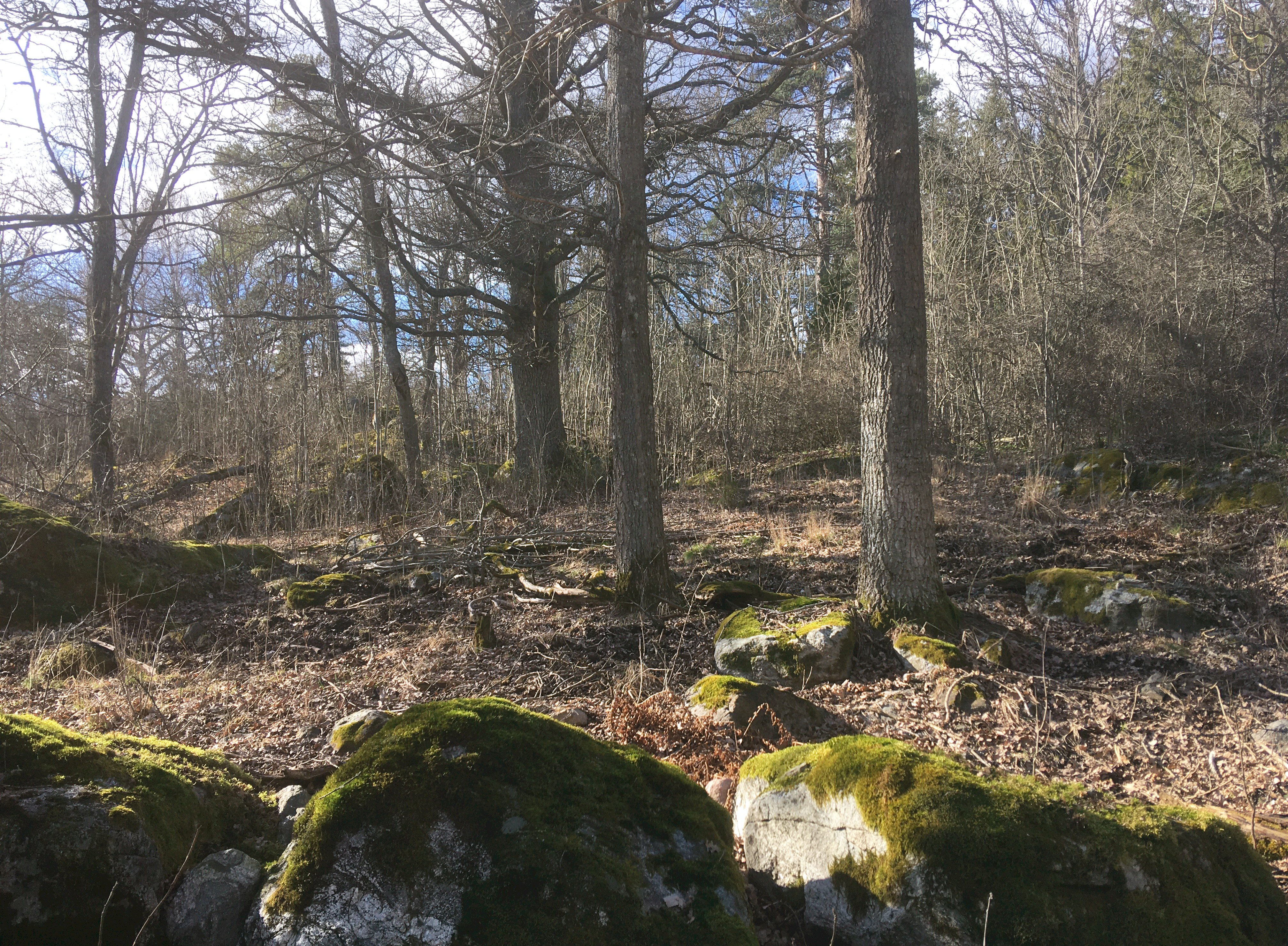
Näsby gamla bytomt, mars 2020.

Näsby var en gård och ett tidigare säteri vid Bornsjön i Salems socken, nuvarande Salems kommun, Stockholms län. Näsby var en av Salems äldsta gårdar, platsen är ett lagskyddat fornminne med RAÄ-nummer: Salem 349:1.

## Historik

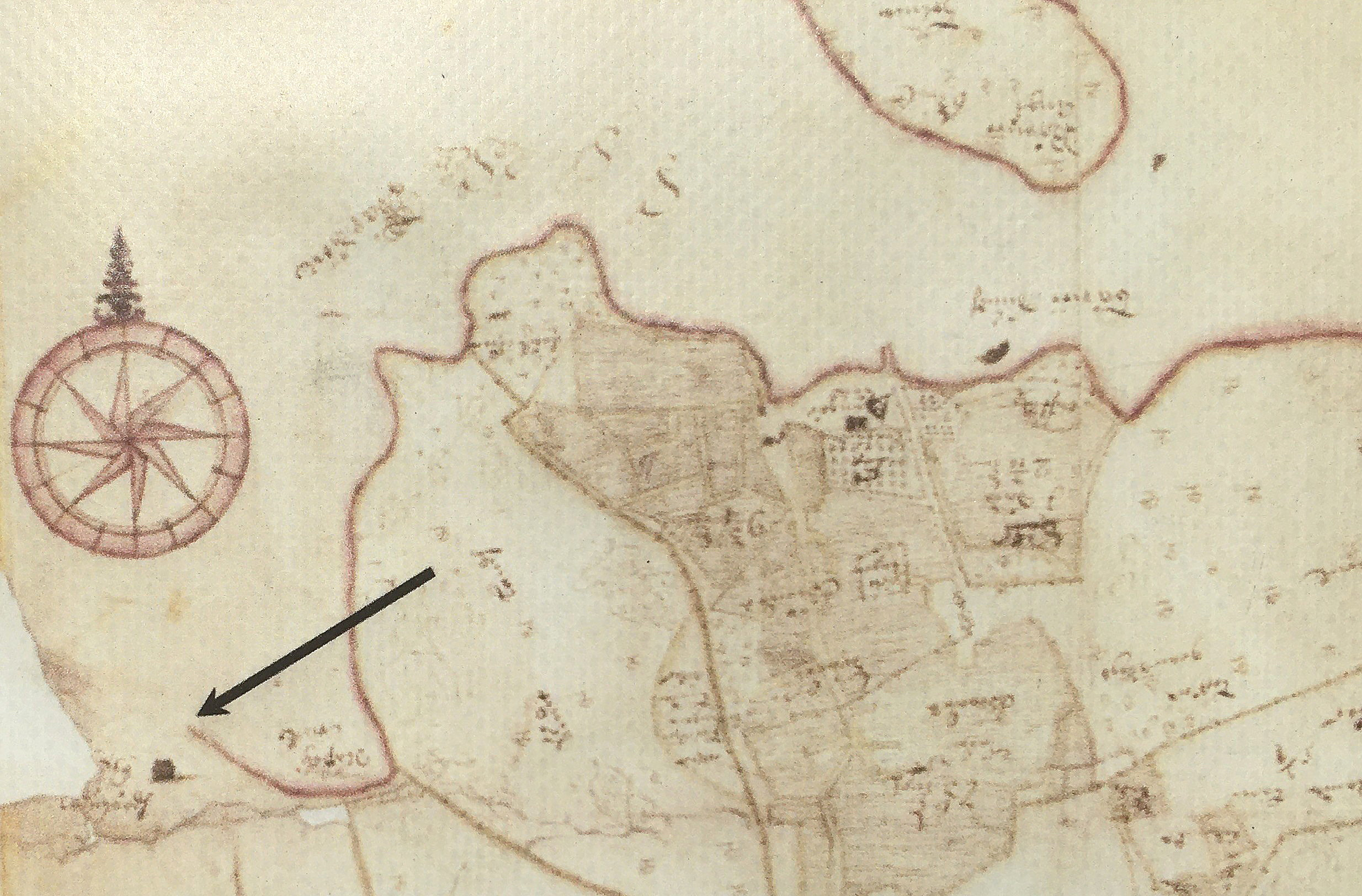
Näsby (pil) och Bornö (mitten), 1636.

Näsbys gård och tomt låg intill Bornsjöns sund mellan Bornö och fastlandet. Genom landhöjningen har sundet med åren förvandlats till sankmark. Platsen var bebodd redan under brons- och järnåldern som flera gravfält och stensättningar vittnar om. Efterleden ”by” tyder på vikingatida ursprung. Det är även möjligt att Bornöstenen ursprungligen stått här och senare flyttades till gården Bornö, där Näsbys ägare bodde en stor del av medeltiden.
Näsby omnämns första gången år 1403. I Stockholms tänkeböcker från 1474–1483 förekommer en Olaff Andresson i Näsby. År 1544 ägdes gården av adelsmannen Knut Andersson (Lillie). Vid den tiden bestod Näsby av tre gårdar.
Under 1600-talet omtalas Näsby som säteri. Stället redovisas på en lantmäterikarta från 1636. År 1682 slog dåvarande ägaren, friherren Fabian Carlsson Wrede, ihop Näsby med närbelägna säteriet Edeby. Därefter betecknas Näsby som ladugård tillhörande Edeby. I början av 1700-talet upphör uppgifterna om Näsby. Fortfarande på 1950-talet fanns den så kallade "Näsladen" som stod intill vägskälet mot Edeby cirka 200 meter väster om Näsby gamla tomt.
Idag återstår en bebyggelselämning efter Näsbys gamla tomt som omfattar minst fyra husgrunder inom ett område om cirka 220 x 60 till 140 meter, belägen norr om bruksvägen som går mellan Lundby parstuga och Bornö. Man kan hitta tydliga spår av Näsby i form av tegelfragment, gropar och vildvuxna fruktträd. Namnet lever kvar i Näshagen som är skogspartiet vilket skjuter ut mot norr i Bornsjön.